# Sân bay Malmö
Sân bay Malmö cũng có tên là Sân bay Malmö Sturup (tiếng Thụy Điển: Malmö flygplats, Sturup flygplats) (IATA: MMX, ICAO: ESMS) là sân bay bận rộn thứ tư của Thụy Điển, nằm cách Malmö khoảng 28 km và cách Lund 26 km. Qua cầu Oresund, sân bay này cách trung tâm Copenhagen 55 km và cách sân bay Copenhagen 47 km. Đây là một sân bay bổ sung cho sân bay Copenhagen khi bị đình công hay sương mù.
Sân bay này được xây xong năm 1972 với chi phí khoảng 130 triệu SEK, tăng gấp đôi so với dự toán. Sân bay này thay thế sân bay Bulltofta, một sân bay phục vụ khu vực này từ năm 1923. Kế hoạch xây dựng sân bay mới đã được soạn thảo từ thập niên 1960. Việc mở rộng sân bay hiệu hữu lúc đó bất khả thi vì sân bay quá gần thành phố. Sân bay mơớ được khởi công năm 1970 và khánh thành ngày 3 tháng 12 năm 1972. Lúc này sân bay Bulltofta bị đóng cửa. Tuy nhiên, đài không lưu của sân bay Malmö vẫn tạm dùng của sân bay Bulltofta cho đến năm 1983.
Sân bay này có 1 nhà ga với 8 cổng kết nối máy bay, 2 nhà ga hàng hóa, 20 chỗ đỗ máy bay.

## Các hãng hàng không và tuyến bay
- Direktflyg (Borlänge, Örebro)
- Malmö Aviation (Stockholm-Bromma, charter to Innsbruck, Salzburg and Geneve)
- Scandinavian Airlines (Stockholm-Arlanda)
- Sterling Airlines (Alicante, Barcelona, Florence, London-Gatwick, Nice, Stockholm-Arlanda)
- Wizz Air (Budapest, Gdansk, Katowice, Poznan, Warsaw)

## Các hãng vận tải hàng hóa
- Icelandair Cargo (Charlotte, Halifax, New York, Reykjavik)
- Pal (Dubai, Kuala Lumpur, Thượng Hải)
- SAS Cargo Group
- TNT (Helsinki, Gdansk, Kaunas, Minsk, St. Petersburg)
- UPS (Gdansk, Kaunas, Moscow, Riga)
- West Air Sweden
- Jett8 Airlines Cargo (Banglore, Singapore)